# Бикеево (Башкортостан)
Бикеево (баш. Бикәй) — село в Чишминском районе Республики Башкортостан Российской Федерации. Входит в состав Ибрагимовского сельсовета.

## География

### Географическое положение
Расстояние до:
- районного центра (Чишмы): 30 км,
- центра сельсовета (Ибрагимово): 1 км,
- ближайшей ж/д станции (Чишмы): 30 км.

## Население
| 2002 | 2009 | 2010 |
| ---- | ---- | ---- |
| 534  | ↘523 | ↘494 |

Национальный состав
Согласно переписи 2002 года, преобладающая национальность — татары (94 %).

## Известные уроженцы
- Ахметвалиев, Расих Хасипович (род. 22 декабря 1956 года ) — художник, заслуженный художник РБ (2010), член Союза художников СССР с 1992 года, член Maison des Artistes, France (2002).